# Jacques Jessel
Jacques Jessel (* 1920) ist ein französischer Botschafter und Politiker.

## Biographie
Nach der Beendigung seiner Schullaufbahn entschied sich Jessel 1944 für ein freiwilliges soziales Jahr. Ein Jahr darauf schloss er sein Studium auf der École Militaire Inter-Armes (EMIA) in Coëtquidan in der Bretagne ab.
Er begann seine diplomatische Karriere 1953, als er für ein Jahr am Generalkonsulat von Frankreich in Brüssel akkreditiert war. 1956 wechselte er die Stelle nach Hamburg und belegte dort im Konsulat die Stelle eines Attachés. Ab 1958 wurde er für die kommenden zwei Jahre an der École Nationale d’Administration (ENA) fortgebildet. Er setzte seine diplomatische Laufbahn 1961 fort, indem er Botschaftssekretär in Bonn wurde und diese Stelle bis 1965 innehatte. In den späten 1960er Jahren wechselte er in die Vereinigten Staaten als Botschaftssekretär nach Washington. Ab 1974 wirkte er wieder im deutschsprachigen Raum, da er bis 1977 Botschaftsrat in Ostberlin war. Von 1977 bis 1982 war er stellvertretender ständiger Vertreter der französischen Regierung bei der NATO in Brüssel.
Auf politischer Ebene konnte er sich 1982 durchsetzen, als er zum stellvertretenden Verteidigungsminister ernannt wurde, er führte dieses Amt bis 1985 aus. Noch 1985 wurde Jessel zum Vertreter der französischen Regierung bei der Abrüstungskonferenz in Genf ernannt.
1990 leitete er die französische Delegation bei den für den Verhandlungen zum Vertrag über den Offenen Himmel in Ottawa und Budapest.
| Vorgänger | Amt                                                | Nachfolger                   |
| --------- | -------------------------------------------------- | ---------------------------- |
| —         | Französischer Botschafter in der DDR 1973 bis 1974 | Bernard Guillier de Chalvron |